# نبرد کریسوپولیس
نبرد کریسوپولیس آخرین نبردی بود که در ۱۸ سپتامبر ۳۲۴ در کریسوپولیس (اسکدار امروزی) در نزدیکی خلقیدون (کادیکوی امروزی) بین دو تن از امپراتوران روم، کنستانتین بزرگ و لیسینیوس درگرفت. لیسینیوس که نیروی دریاییش پیشتر در نبرد هلسپونت متحمل شکست شده بود با عقب کشیدن دیگر نیروهایش از شهر بیزانتیوم آن‌ها را در خلقیدون واقع در بیثنیا مستقر ساخت. اما کنستانتین او را دنبال نمود و سرانجام بر او پیروز گردید. با این پیروزی دوران حکومت چهارنفره نیز به پایان رسید و کنستانتین تنها امپراتور روم شد.

## پیش‌زمینه
لیسینیوس در نبرد هلسپونت متحمل شکست فاجعه‌باری شده بود و دریاسالارش آبانتوس نتوانسته بود در برابر حملات کریسپوس، سزار و پسر کنستانتین که در مقایسه ناوگان کوچکتری را نیز دراختیار داشت تاب بیاورد. کنستانتین پس از آگاهی از پیروزی سپاهیانش به سمت آسیای صغیر حرکت کرد. او در این لشکرکشی ناوگانی کوچک و سبک را در اختیار گرفت تا از گزند سپاهیان دشمن که به فرمان مارتینیانوس، کسی که به‌تازگی به امپراتوری مشترک با لیسینیوس رسیده بود به نگهبانی از ساحل لامپساکوس مشغول بودند در امان ماند. از سوی دیگر لیسینیوس که از انهدام کامل نیروی دریاییش آگاه شده بود سپاهیانش را از پادگان بیزانتیوم خارج ساخته و به لشکریان اصلیش در خلقیدون در ساحل آسیایی بسفر پیوست. او سپس در آنجا به منظور تقویت نفرات سپاه خود که در پی شکست در نبرد ادیرنه کاهش یافته بودند نیروهای مارتینیانوس و گروهی از نیروهای کمکی ویزیگوتها به رهبری آلیکا را احضار نمود.

## نبرد

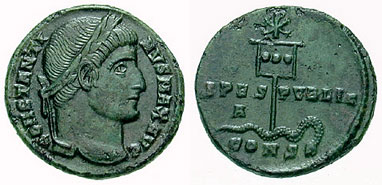
سکه‌ای منقش به تصاویر کنستانتین و درفش لاباروم که همچون نیزه بر افعی‌ای فرود آمده‌است.

سپاه کنستانتین به ساحل آسیایی بسفر رسید و در مکانی موسوم به «پرتگاه مقدس» پیاده شدند. آن‌ها سپس با حرکت به سمت جنوب به سوی خلقیدون لشکر کشیدند. لیسینیوس نیز نیروهایش را چند مایل به سمت شمال و کریسوپولیس حرکت داده بود. با اینحال سپاهیان کنستانتین پیش از لشکریان لیسینیوس به کریسوپولیس رسیدند و آنجا را محاصره نمودند. کنستانتین در این زمان به چادرش رفت تا از راهنمایی الهی برخوردار شود و در نهایت تصمیم گرفت تا او آغازگر نبرد باشد.
لیسینیوس خطوط نبرد خود را با تصاویری از خدایان رومی مشخص کرده بود درحالی‌که نیروهای کنستانتین زیر لاباروم، درفش مسیحی و طلسم‌وار کنستانتین می‌جنگیدند. لیسینیوس ترسی خرافی از این لاباروم داشت و سپاهیانش را از حمله یا حتی نگاه مستقیم به آن منع کرده بود. با آغاز نبرد کنستانتین توانست طی نخستین حملهٔ گستردهٔ خود سپاه لیسینیوس را تار و مار کند. بدین ترتیب او در جنگی که درنوع خود بسیار بزرگ بود توانست به یک پیروزی قاطعانه دست یابد. زوسیموس تاریخ‌نگار دربارهٔ این نبرد می‌نویسد که کشتار عظیمی در کریسوپولیس به وقوع پیوست. بنا بر نوشته‌ها بین ۲۵٬۰۰۰ تا ۳۰٬۰۰۰ نفر از سپاهیان لیسینیوس در این نبرد کشته شدند و هزاران نفر از آنان نیز از میدان نبرد گریختند. خود لیسینیوس نیز موفق به فرار شد و توانست ۳۰٬۰۰۰ هزار نفر از نیروهایش را که زنده مانده بودند بار دیگر در شهر نیکومدیا گرد آورد.

## پسایند نبرد

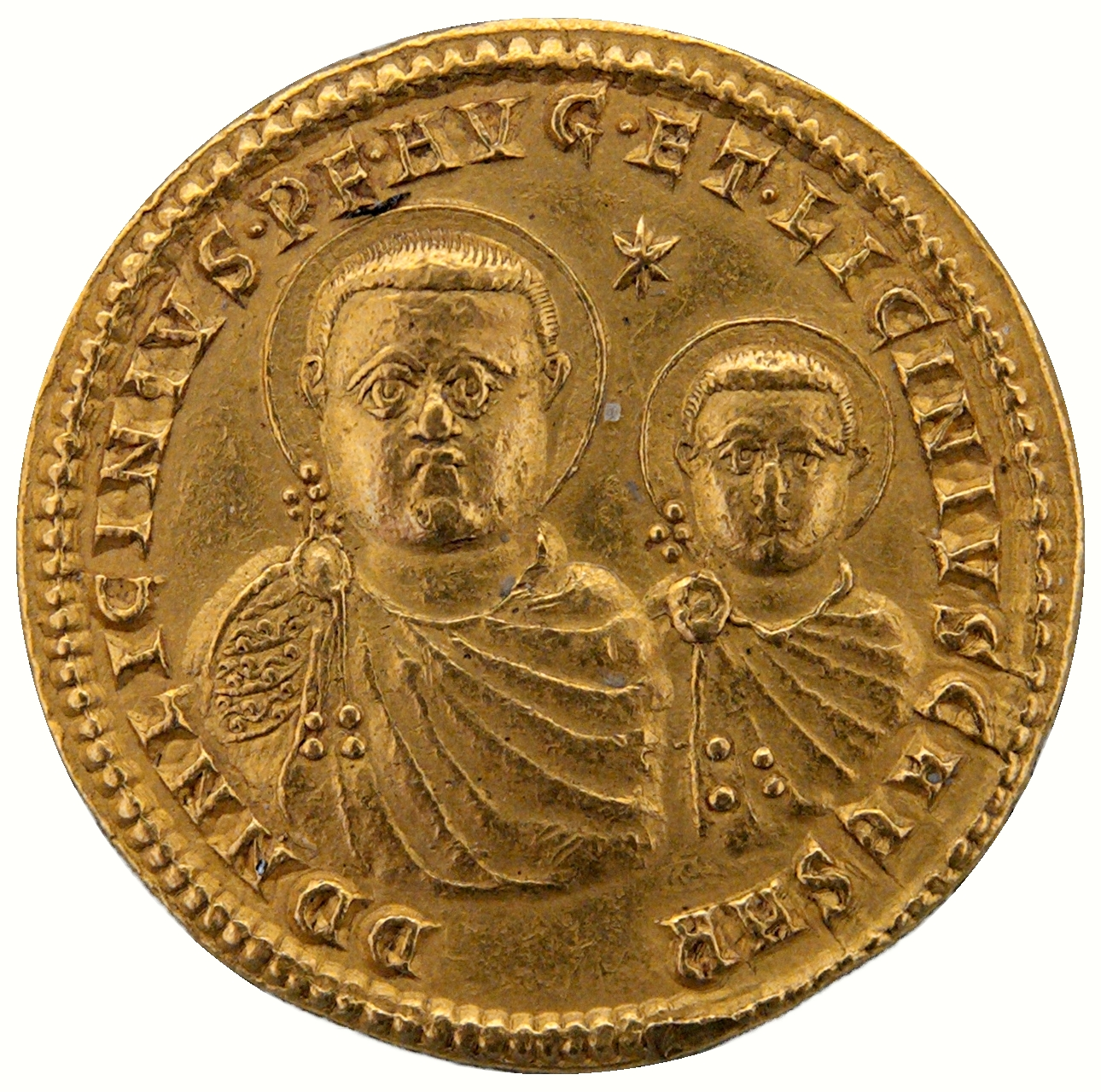
سکه‌ای منقش به تصاویر لیسینیوس و پسرش لیسینیوس دوم

لیسینیوس می‌دانست که نیروهای باقی‌مانده‌اش توان مقابله با لشکر پیروز کنستانتین را ندارند و در نهایت ترغیب شد تا خود را تسلیم دشمنش نموده و از او امان بخواهد. کنستانتیا، خواهر ناتنی کنستانتین و همسر لیسینیوس واسطهٔ انجام این کار شد و کنستانتین با پذیرفتن خواهش او از جان شوهرخواهرش گذشت. اما تنها چند ماه بعد او با شکستن سوگند خود فرمان اعدام لیسینیوس را صادر کرد و یک سال بعد، خواهرزاده‌اش لیسینیوس دوم را نیز که قربانی خشم یا سوءظن کنستانتین شده بود را کشت.
کنستانتین با پیروزی بر آخرین دشمنش لیسینیوس، برای نخستین بار پس از ارتقای ماکسیمیان توسط دیوکلتیان به مقام آگوستوسی در آوریل ۲۸۶ به تنهایی امپراتوری روم را در دست گرفت. او همچنین با فتح بخش شرقی امپراتوری تصمیم گرفت تا پایتختی جداگانه را نیز برای این بخش در نظر بگیرد و کل امپراتوری روم را صاحب دو پایتخت نماید. بدین منظور او شهر بیزانتیوم را برگزید، آن را به کنستانتینوپل (قسطنطنیه) تغییر نام داد و آنجا را پایتخت روم شرقی ساخت.